# Ижевское (Рязанская область)
И́жевское — село в Спасском районе Рязанской области, историческое поселение регионального значения, административный центр Ижевского сельского поселения.

## География
Расположено в 100 км от областного центра — г. Рязань, в 40 км от Старой Рязани и районного центра — г. Спасск-Рязанский, в 17 км от Окского заповедника. В 15 км к востоку протекает река Ока. С восточной стороны расположено озеро Ижевское, с южной — деревни Макеево, Малышево и Иванково, с западной — деревня Воскресеновка. В селе 12 улиц и 2 переулка.

## Планировка
К началу 1780-х годов при помещике Иване Никитиче Демидове Ижевское было перестроено по регулярному плану.
«При въезде в село Ижевское первое, что бросается в глаза каждому приезжему, — это порядок расселения, значительное количество каменных построек, в особенности величественные, поражающие взор красотой и правильностью линий храмы, возвышающиеся над всем селением и видимые верст за 15, — писал в 1899 году историк И.Ф. Токмаков. — Село раскинуто на расстоянии с лишком семи верст от юга к северу по всему западному берегу озера Ижевки, и выстроено оно в три параллельных широких улицы (Польную, Середнюю, Озерную) и две (Красную и Покровскую) поперечных с разделением на равномерные кварталы».
По концам Красной улицы, через которую проходила большая Касимовская дорога, во время перестройки по регулярному плану возвели заставы, простоявшие до 1930-х годов, когда они были разобраны на кирпич.

## История
- 1387 год — первое упоминание села Ижевское в грамоте рязанского князя Олега Ивановича епископу Феогносту;
- XVII—XVIII века — разные части села принадлежат попеременно боярину Дмитрию Годунову, боярину Михаилу Шеину, князю Никите Одоевскому, князю Андрею Хилкову, вдове князя Дмитрия Трубецкого Анне Васильевне, царице Екатерине I, Салтыковым, Белосельским;
- конец 1770-х — село приобретает Иван Никитич Демидов (внук основателя династии Демидовых — Никиты Демидовича Антуфьева) и перестраивает его по регулярному плану;
- 1782–1792 — строительство храма Казанской иконы Божией Матери, в котором в 1789 году был похоронен храмоздатель Иван Никитич Демидов;
- 1820-е — по предложению помещика Николая Демидова (внука Ивана Никитича) ижевские крестьяне осваивают бондарный промысел в южных портах Российской Империи; впоследствии «ижевцы сумели приобрести такую славу на этом поприще, что в южных краях слово бондарь-ижевский так же нераздельно, как в степных нераздельно понятие о егорьевце-бердовщике; везде, где только делается вино, есть и ижевские бондари»[6].
- 1829–1838 — в селе действует «Ижевская Конституция», составленная «по словесным преданиям», в соответствии с которой оно управляется выборным советом из шести крестьян;
- 10 (23) июня 1832 года — Николай I визирует договор о самовыкупе крестьян Ижевской волости (около 12 тысяч человек) от помещика Николая Демидова за 3,4 млн рублей ассигнациями, выплаты которых растягиваются на 33 года;
- Июнь 1849 года — в село приезжает уездный лесничий Эдуард Игнатьевич Циолковский;
- 5 (17) сентября 1857 года — родился Константин Циолковский;
- 1859 год — в Ижевском насчитывалось 7629 жителей;
- 1865 год — окончены выплаты за выкуп на свободу, в честь чего построена кладбищенская церковь Тимофея Прусского;
- 2 июля 1885 года — родился Павел Головин, химик, автор учебника по технологии свеклосахарного производства, изобретатель рафинадного комбайна;
- конец XIX века — в Ижевском действуют три приходских храма, образцовое училище и три школы, пять кирпичных заводов, войлочное, синельное, овчинное, маслобойное и паточное производства, почтово-телеграфная и нотариальная конторы, земская больница, общественный банк, страховое агентство;
- 1902 — торговые обороты села, согласно справочнику В. П. Семёнова-Тянь-Шаньского «Россия. Полное географическое описание», достигают 238 тысяч рублей в год при 46 предприятиях;
- 1903 год — при чайной Общества трезвости открыта первая ижевская библиотека;
- 8 ноября 1918 года — восстание крестьян, недовольных мобилизацией на Гражданскую войну, в результате которого были убиты пять коммунистов; восстание было подавлено, количество жертв со стороны восставших неизвестно;
- 1929 год — Ижевское становится центром Ижевского района и остаётся им до 1963 года;
- 1936 год — построен механизированный молочный завод, где вырабатывают сыр, масло, творог, сметану, квас и мороженое;
- 1951 год — на базе прежнего завода запущен новый молочно-консервный комбинат мощностью 800 тонн сухих молочных консервов в год; в 1960-х годах объём производства вырастает до 4500 тонн;
- 11 января 1967 года — принято решение о создании музея Циолковского;
- 17 сентября 1977 года — установка памятника-бюста Циолковскому;
- 2021 год — Ижевскому присвоен статус исторического поселения регионального значения; разработан регламент для сохранения архитектурной среды.

## Усадьба Ижевское
Усадьба основана во второй половине XVII века астраханским воеводой Г. С. Черкасским (ум. 1672), женатым вторым браком на Е. П. Шеиной (урожденная княжна Пронская). Далее усадьба перешла их дочери княжне Е. Г. Черкасской, бывшей замужем за действительным тайным советником и сенатором князем Ю. Ю. Трубецким (1668—1739). Во второй половине XVIII века принадлежала надворному советнику И. Н. Демидову (ум. 1789), затем его сыну действительному статскому советнику И. И. Демидову (ум. после 1815), далее сыну последнего генералу от инфантерии и кавалеру Н. И. Демидову (1774—1833). Усадебные здания утрачены, ее местоположение доподлинно неизвестно.

## Самоуправление и выкуп на волю
Владельцы Ижевского никогда в нём не «оседали» (усадьба была хозяйственной) и, по бедности земли, не ограничивали крестьянам свободу зарабатывать ремёслами. Пользуясь этой автономией и оторванностью села от мира, ижевляне накапливали излишки и беспрепятственно расширяли владения. Ещё в 1589 году ижевские бортники самостоятельно, без участия барина, делили угодья с Тереховым Воскресенским монастырём.
Иван Никитич Демидов, который приобрёл волость в конце 1770-х, также не стал ломать автономный уклад жизни ижевлян. Напротив, его внук, последний ижевский помещик генерал Николай Демидов, в 1829 году закрепил этот уклад письменно — в виде «Наставления об управлении Рязанской губернии Спасского уезда селом Ижевском с деревнями». Документ, прозванный краеведом Василием Бакулиным (1864–1942) «Ижевской Конституцией», состоял из 82 параграфов. Согласно «Конституции», село управлялось советом из шести человек, пятерых из которых («из числа способных и честных») выбирали сами крестьяне на мирских сходах, а приказчика назначал помещик. Параграф 80 предусматривал наказание за коррупцию («строжайше запрещает членам совета принимать подарки»), а параграф 61 требовал, чтобы «крестьяне всей волости через своих бурмистров знали, сколько [мирской суммы] употреблено, куда и для чего».
В последнем параграфе отдельно указывается, что это наставление фиксирует правила, «коими доселе Правление руководствовалось по словесным преданиям». Отсюда можно предположить, что Ижевское управлялось крестьянским советом еще до Демидовых.
Вероятно, эта самоуправленческая практика сыграла роль в решении ижевского общества согласиться на самовыкуп у помещика, желавшего поправить свои дела, за 3,4 млн рублей ассигнациями. По количеству единовременно выкупавшихся крестьян (около 12 тысяч человек) это был один из самых масштабных выкупов в свободные хлебопашцы. С 1832 года каждое 10 июня — в день, когда Николай I завизировал договор о выкупе, — ижевские крестьяне праздновали «День независимости». Традиция делать групповые портреты на центральной площади в «День независимости» продолжалась и в раннее советское время (сохранились фотографии 1930-х).
Выкупные платежи растянулись на 33 года. В это время крестьяне, чтобы прокормить себя и выплатить долг, работали по 18-20 часов в сутки. На годы после выкупа приходятся наиболее активное строительство, развитие промышленности и привлечение «инвесторов». В частности, в 1905 году на центральной Красной улице открылся сыроваренный завод «молочного короля» Александра Чичкина.

## Ижевские бондари
В 1820-х годах последний ижевский помещик, генерал Николай Демидов, часто бывавший в южных российских портах, предугадал рост спроса на бочки и отправил в Таганрог умелых бондарей из Ижевского. В конце сезона они вернулись с хорошим заработком.
«Барин был очень рад этому и разрешил [приказчику] Воронкову посылать бочаров и в другие южные города: Херсон, Астрахань, — рассказывал со слов старожилов один из первых ижевских краеведов крестьянин Дмитрий Бакулин, родившийся в 1835 году. — Так как на юге России мало было лесов, то наши бочары задумали на месте, в Ижевском, заготовлять материал из дерева; они покупали дубовую клёпку и обручи из-за р. Оки, зимою тесали на все артели, а весной нагружали барки на берегу озера близ Никольской церкви, и по полой воде справляли из оз. Ижевца по оз. Толпеге в р. Оку, а там по р. Оке до Нижнего, а с Нижнего по р. Волге до Дубовки. Здесь товар разгружался с барок и сухим путём в 60 вёрст доставлялся до границы Колача, а потом снова погружался на барки и справлялся по р. Дону до Ростова, а морем (Азовским) 60 вёрст парусами и на гребках своими лоцманами и людьми доставлялся на место, в Таганрог».
К концу XIX века отхожим бондарным промыслом занимались до двух тысяч человек — почти все трудоспособные мужчины и старшие подростки в селе. По статистике, собранной сыном Дмитрия Бакулина Василием, к началу XX века половина всех ижевских бондарей работала в Астрахани. Заработок в зависимости от улова рыбы, урожая винограда, хлебов и прочего сырья, для перевозки которого требовались бочки, колебался от 200 до 400 рублей за сезон.

## Население
| 1859  | 1897  | 1906  | 1926  | 1939  | 1959  | 2001  |
| ----- | ----- | ----- | ----- | ----- | ----- | ----- |
| 7629  | ↘4584 | ↗7034 | ↘4998 | ↗5901 | ↘5114 | ↘4381 |
| 2002  | 2010  |       |       |       |       |       |
| ↘3798 | ↘3340 |       |       |       |       |       |

## Уроженцы
- Владимир Павлович Балашов — советский киноактёр
- Вячеслав Павлович Балашов — лётчик, Герой Советского Союза
- Балашов, Пётр Павлович — летчик-парашютист, награждён орденом Красной Звезды в 1936 году и орденом Красного Знамени
- Головин Павел Васильевич — химик-технолог, профессор, член-корреспондент АН УССР (1939), заслуженный деятель науки и техники УССР (1951), автор учебника «Технология свеклосахарного производства», основатель производства витаминов в СССР
- Котров, Иван Алексеевич — революционер
- Лапушкин, Иосиф Александрович — Герой Советского Союза
- Константин Эдуардович Циолковский — основоположник теоретической космонавтики

## Достопримечательности
В Ижевском расположен музей К. Э. Циолковского, открытый в 1967 году к 110-летию со дня рождения учёного. В фонде музея — несколько тысяч экспонатов, в том числе единственная детская фотография Циолковского и его единственный прижизненный скульптурный портрет.
В селе полностью сохранилась регулярная планировка конца XVIII века и в значительной степени — однородная одноэтажная застройка каменными крестьянскими домами второй половины XIX — начала XX века.
Частично (без колокольни и светового барабана) сохранилась и действует церковь Казанской иконы Божией Матери конца XVIII века с руинированными церковными лавками 1860-х годов.
На Покровском кладбище в северной части села сохранился и действует построенный перед революцией храм Успения Пресвятой Богородицы в неорусском стиле, подлинный фаянсовый иконостас из которого находится в Борисоглебском соборе в Рязани.
На Красноульском кладбище в центральной части села сохраняются и в настоящее время консервируются руины церкви Тимофея Прусского, построенной в честь освобождения ижевских крестьян от крепостной зависимости.
- Музей К. Э. Циолковского
- Бюст К. Э. Циолковского перед входом в музей
- Храм Успения Пресвятой Богородицы
- Церковь Казанской иконы Божией Матери
- Частный дом на улице Циолковского
- Частный дом на улице Лапушкина
- Частный дом на улице Средняя
- Дом на улице Красная
- Торгово-административное здание (бывший дом крестьян Алфутовых) на улице Красная
- Дом с лавками на улице Циолковского
- Кладбищенская церковь Тимофея Прусского. Фото до 1961 года
- Церковь Тимофея Прусского в 2016 году
- Руины церкви Тимофея Прусского в 2021 году